# 2008년 하계 올림픽 사우디아라비아 선수단
사우디아라비아는 2008년 8월 8일부터 24일까지 중화인민공화국 베이징에서 열린 제29회 하계 올림픽에 참가했다

### 육상
트랙 / 도로 경기
| 선수              | 세부 종목        | 예선     | 예선 | 준결선    | 준결선    | 결선      | 결선      |           |           |
| 선수              | 세부 종목        | 기록     | 순위 | 기록      | 순위      | 기록      | 최종 순위 |           |           |
| 무헬드 알루타이비 | 5000m            | 13:47.00 | 6    | 빈칸      | 빈칸      | 진출 실패 | 진출 실패 |           |           |
| 모함메드 알살히   | 800m             | 1:47.02  | 2 Q  | 1:47.14   | 6         | 진출 실패 | 진출 실패 | 진출 실패 | 진출 실패 |
| 모함메드 샤웬     | 1500m            | 3:45.82  | 10   | 진출 실패 | 진출 실패 | 진출 실패 | 진출 실패 |           |           |
| 알리 알람리       | 3000m 장애물경주 | 9:09.73  | 13   | 빈칸      | 빈칸      | 진출 실패 | 진출 실패 |           |           |